# Marta Slánská
Marta Slánská (* 8. června 1949) je česká podnikatelka, zakladatelka realitní kanceláře Maxima Reality. Kancelář založila v roce 1996, prodala ji po 18 letech v roce 2014.

## Život
Narodila se v rodině Rudolfa Slánského a jeho ženy Josefy. Měla už staršího bratra Rudolfa. V roce 1943 se narodila také její starší sestra Naděžda, ta byla však v Moskvě jako tříměsíční dítě unesena a nikdy se nenašla.
Marta Slánská dostala své křestní jméno po Martě Gottwaldové, manželce Klementa Gottwalda, protože manželé byli jejími kmotry. Když jí byly tři roky, její otec byl po politickém procesu popraven. Její matka se o tom dozvěděla náhodou z novin, ve kterých bylo zabalené maso, Marta to zjistila až jako žákyně 1. třídy, kdy ve škole slyšela, že její otec byl popraven, protože byl zrádce.
Asi rok a půl strávila s matkou a bratrem v internaci na Veselíkově (okres Benešov). Později byli nuceně vystěhováni do vsi Razová na Bruntálsku, vrátit do Prahy se mohli v roce 1956.
Začala studovat na různých vysokých školách, studium ale nedokončila. V jejich bytě se z iniciativy jejího bratra odehrávaly schůzky se zahraničními novináři, pořádalo se bytové divadlo. Marta Slánská měla přístup k zakázané literatuře, přepisovala samizdaty. Pracovala jako technička v bytovém družstvu nebo asistentka v advokátní poradně, čtyři roky pracovala jako uklízečka v Národní knihovně. Po revoluci pracovala jako fotografka v časopise Program, který roku 1995 zanikl.
V únoru 1996, když jí bylo 47 let, založila „s neznalostí nic netušícího“ kancelář Maxima Reality. Na konci téhož roku zaměstnávala kancelář 20 lidí. V roce 2014 ji Slánská po 18 letech prodala.

## Ocenění
- Česká podnikatelka roku 2009